# Jean Bullant
Jean Bullant (nacido probablemente en Amiens, ca. 1515 - Écouen, 10 de octubre de 1578) fue un arquitecto y escultor francés que trabajo en la época renacentista. Realizó las tumbas de Anne de Montmorency, gran condestable de Francia, de Enrique II y de Catalina de Médici, y como arquitecto participó en las obras del palacio de las Tullerías, del Museo del Louvre ydel castillo de Écouen. Bullant era un hugonote.

## Biografía

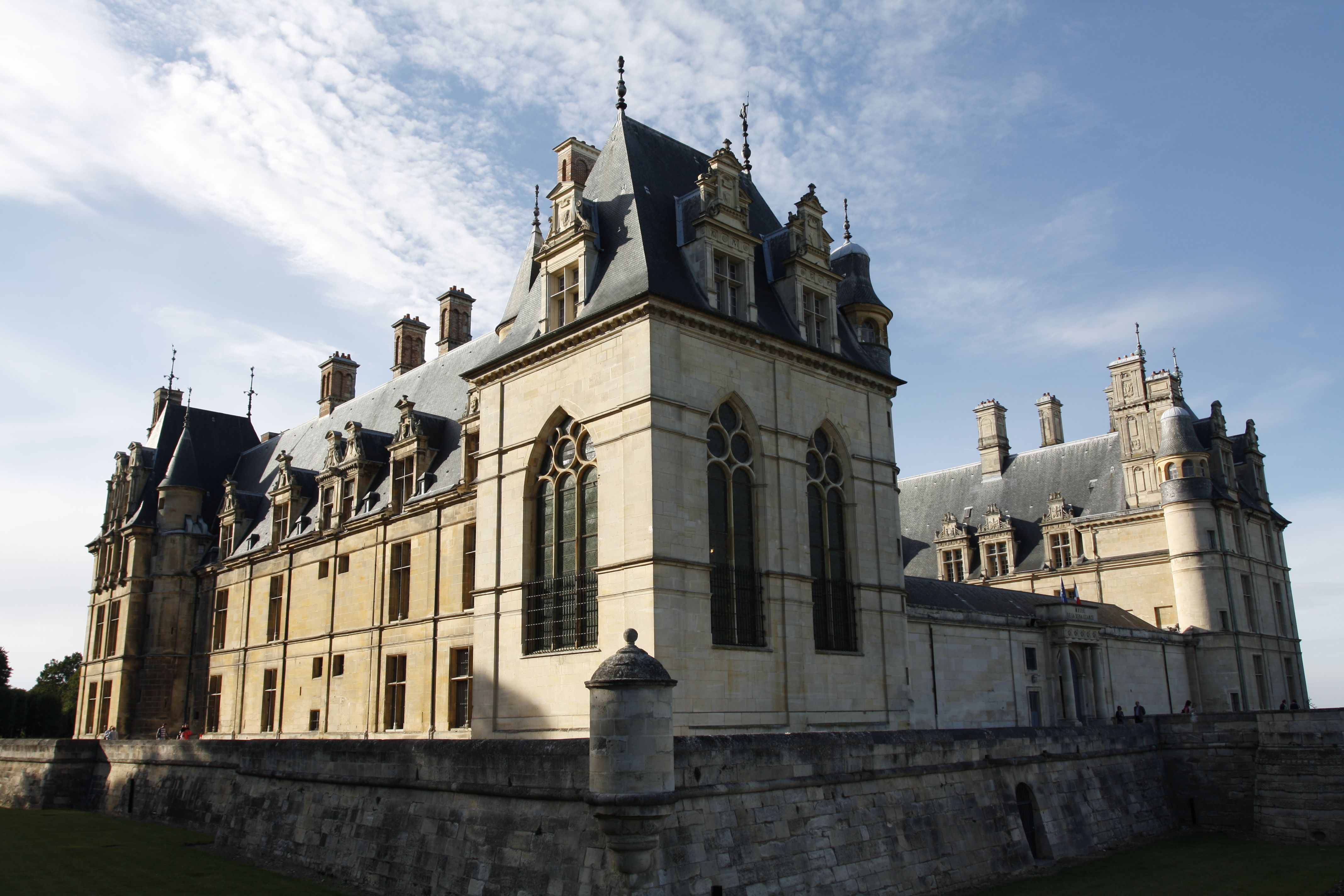
Château d'Écouen

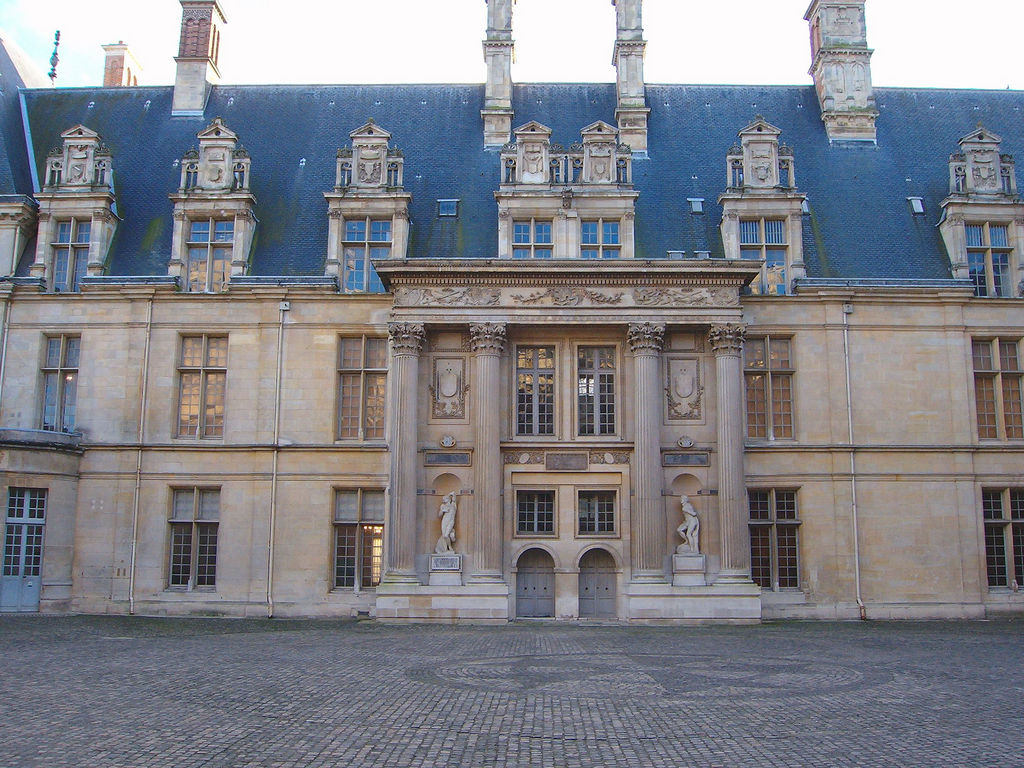
Ala sur del castillo de Écouen

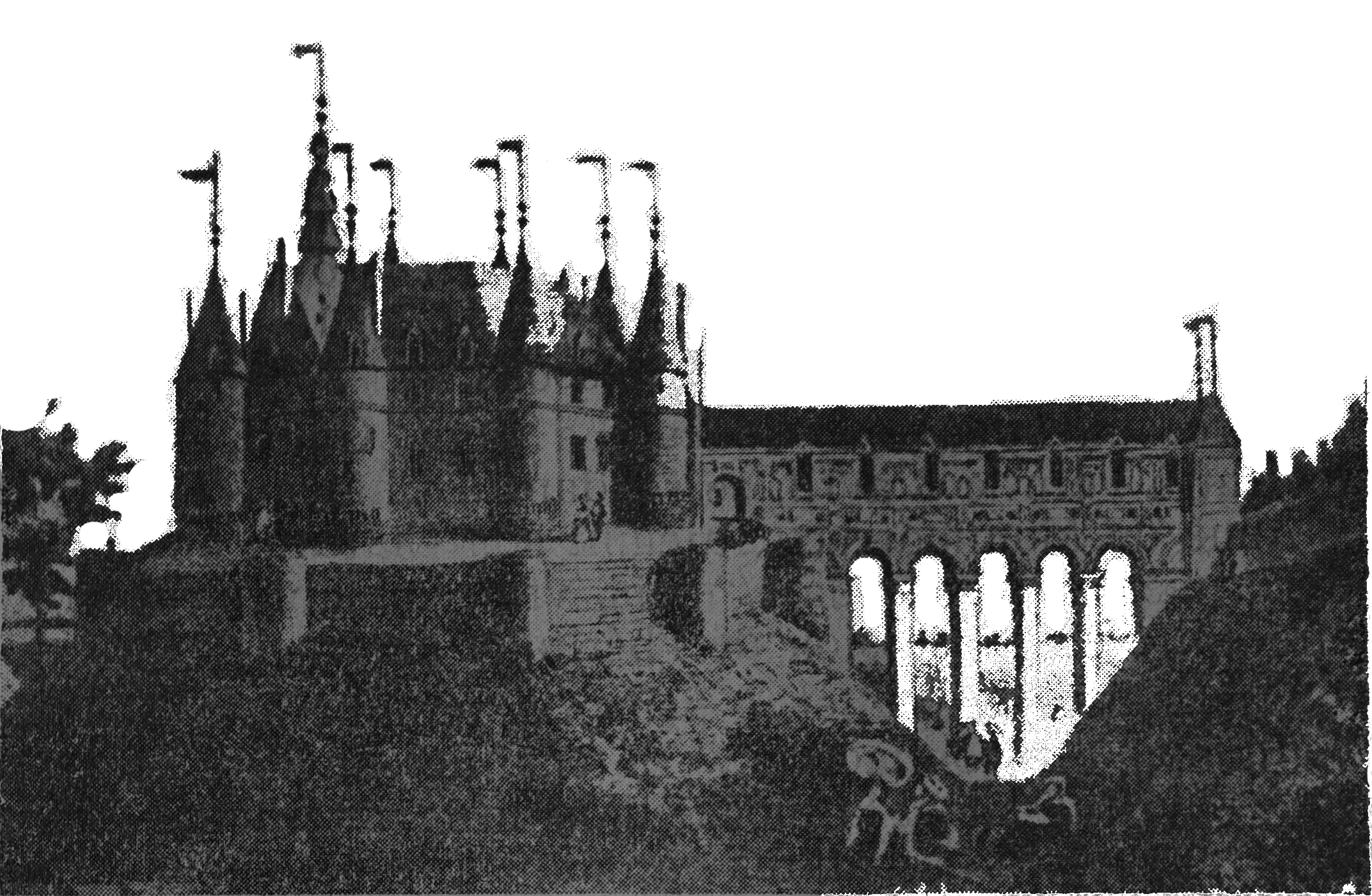
El puente cubierto que construyó en el castillo de Fère-en-Tardenois

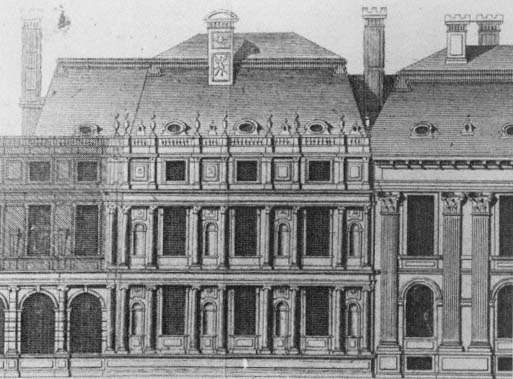
El pabellón Bullant en el Palacio de las Tullerías.

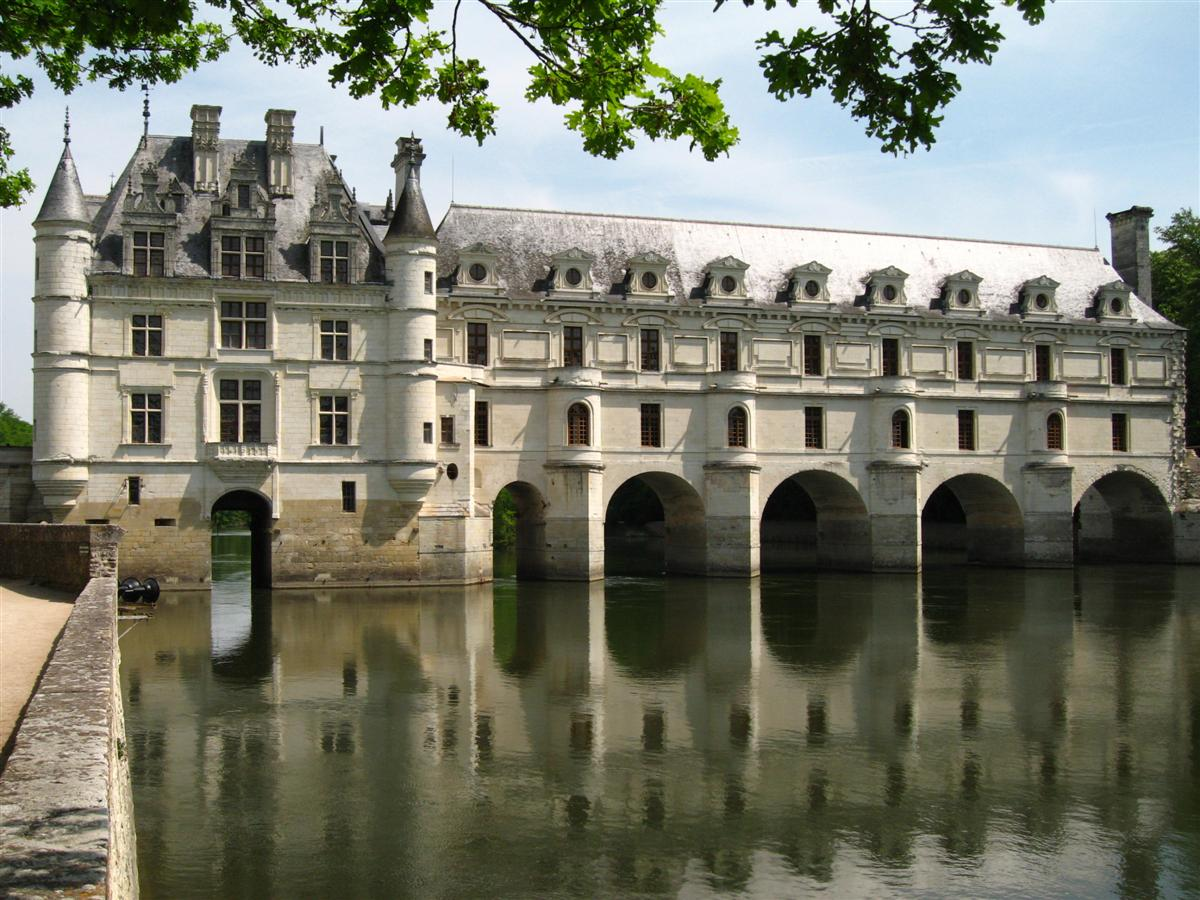
Galería de Bullant sobre el puente de Philibert Delorme en el castillo de Chenonceau

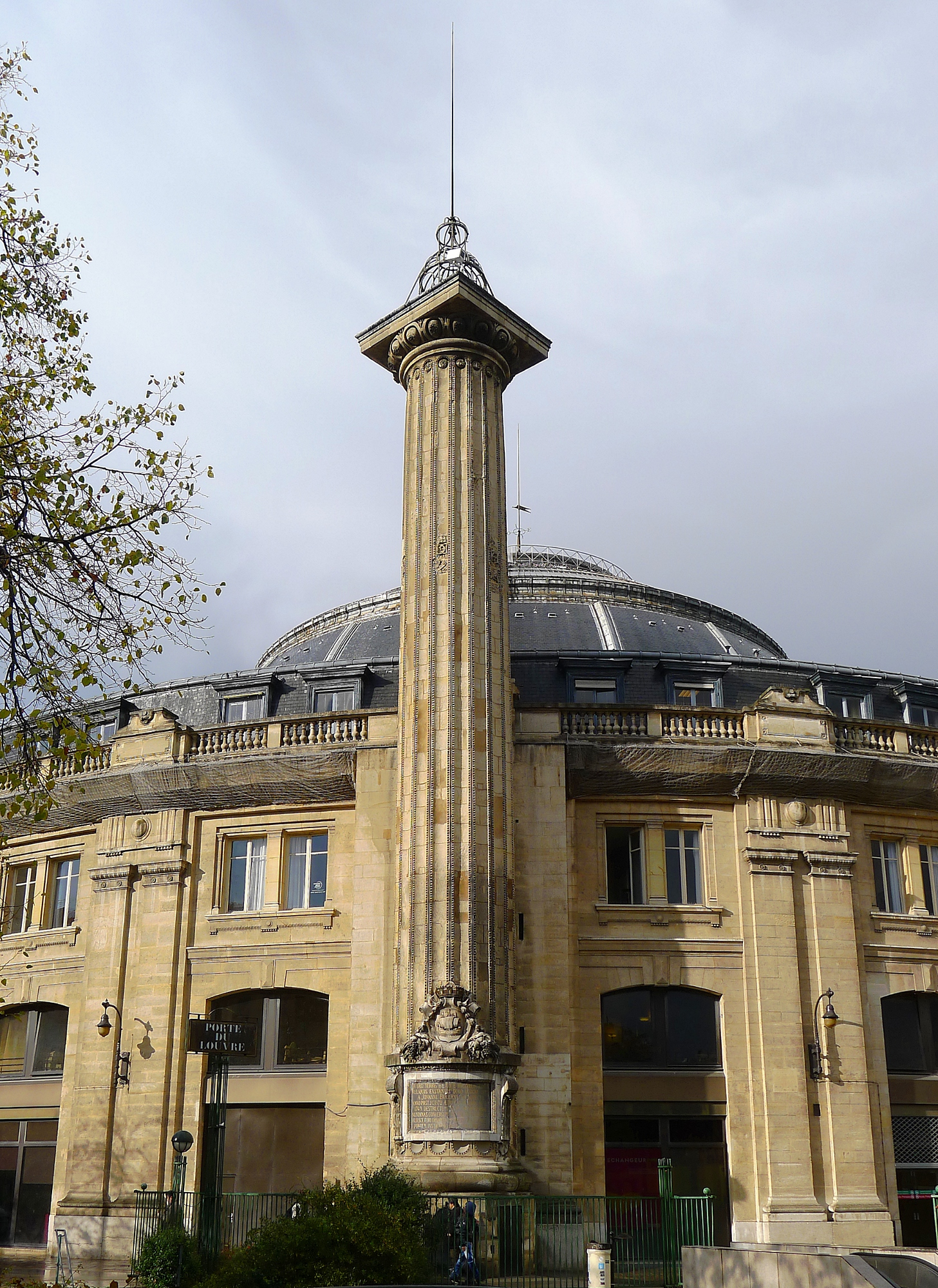
Columna Medici, lo único que sobrevive del hôtel de la reina

Después de estudiar arte antiguo en Roma, regresó a Francia alrededor de 1540 y se puso al servicio del condestable Anne de Montmorency como arquitecto ordinario para el que habría elaborado los planos para el château d'Écouen, construido en parte por él entre 1541 y 1547. Esta enorme casa es probablemente su obra maestra más famosa, y se convertirá en el destino favorito de vacaciones de varios reyes de Francia posteriores. Su arquitectura está inspirada en los palacios italianos, en especial la fachada del ala sur, cuyas columnas evocan una decoración antigua. También construyó para el condestable el «petit château» de Chantilly, y modernizó el castillo de Fère-en-Tardenois, donde construyó un hermoso puente cubierto sobre el foso.
Su reputación fue en aumento y fue recomendado por el condestable de Montmorency al rey Enrique II, que le nombró «contrôleurs des bâtiments de la couronne» [controlador de las edificaciones de la corona] en 1557. Sin embargo, en 1559 perdió su cargo, tal vez como resultado de una pérdida de gracia.
Durante la década de 1560, parece que ningún logro notable se le atribuye. Escribió y publicó un tratado de arquitectura, la Règle générale d'architecture des cinq manieres de colonnes [Regla general de arquitectura de cinco maneras de columnas], publicado en Paris en 1564 y 1568 y algunos escritos sobre geometría y horlogiografía.
A partir de 1570, fue llamado por Catalina de Médici y trabajará para ella. Jean Bullant continuó entonces la obra de Philibert Delorme en el palacio de las Tullerías después de su muerte (1570) y terminó el castillo de Saint-Maur, cerca de París. Realizó en el castillo de Chenonceau la galería que atraviesa el río sobre arcadas (1576-1577).
Siempre en este contexto y suspendiendo su trabajo en las Tullerías, levantó apresuradamente para la reina madre, desde 1572 hasta 1575, el hôtel de la reina, destruido en 1748, del que se conserva hoy en día la columna Médici.
Fue enterrado en la Iglesia de Saint-Acceul d'Écouen, situada por debajo del castillo. Bullant habría trabajado en la construcción de la torre del campanario en una de las muchas estancias en esta ciudad donde residió habitualmente.
Algunas de las construcciones arquitectónicas de Jean Bullant fueron destruidas, especialmente durante la Revolución Francesa, y los únicos testimonios de ellas son planos o grabados de época. El castillo de Écouen todavía muestra la creatividad de  Bullant, a pesar de que una de las alas del castillo ha desaparecido.

## Publicaciones
- Recueil d’horlogiographie, contenant la description, fabrication et usage des horloges solaires.[3]
- Petit traicte de geometrie et d’horologiographie pratique.[4]
- Reigle generalle d’architecture des cinq manieres de colonnes.[5] Una edición de esta obra datada en 1619 fue pretendidamente revisada y corregida por Salomon de Brosse; en realidad, era muy parecida a las precedentes. .